# Liste der Baudenkmale in Uckerfelde
In der Liste der Baudenkmale in Uckerfelde sind alle Baudenkmale der brandenburgischen Gemeinde Uckerfelde und ihrer Ortsteile aufgelistet. Grundlage ist die Veröffentlichung der Landesdenkmalliste mit dem Stand vom 31. Dezember 2022.

## Baudenkmale in den Ortsteilen
In den Spalten befinden sich folgende Informationen:
- ID-Nr.: Die Nummer wird vom Brandenburgischen Landesamt für Denkmalpflege vergeben. Ein Link hinter der Nummer führt zum Eintrag über das Denkmal in der Denkmaldatenbank. In dieser Spalte kann sich zusätzlich das Wort Wikidata befinden, der entsprechende Link führt zu Angaben zu diesem Denkmal bei Wikidata.
- Lage: die Adresse des Denkmales und die geographischen Koordinaten. Link zu einem Kartenansichtstool, um Koordinaten zu setzen. In der Kartenansicht sind Denkmale ohne Koordinaten mit einem roten beziehungsweise orangen Marker dargestellt und können in der Karte gesetzt werden. Denkmale ohne Bild sind mit einem blauen bzw. roten Marker gekennzeichnet, Denkmale mit Bild mit einem grünen beziehungsweise orangen Marker.
- Bezeichnung: Bezeichnung in den offiziellen Listen des Brandenburgischen Landesamtes für Denkmalpflege. Ein Link hinter der Bezeichnung führt zum Wikipedia-Artikel über das Denkmal.
- Beschreibung: die Beschreibung des Denkmales
- Bild: ein Bild des Denkmales und gegebenenfalls einen Link zu weiteren Fotos des Baudenkmals im Medienarchiv Wikimedia Commons

### Bertikow
| ID-Nr.   | Lage                  | Bezeichnung                                              | Beschreibung | Bild                                                     |
| -------- | --------------------- | -------------------------------------------------------- | --- | -------------------------------------------------------- |
| 09131351 | Hauptstraße 24 (Lage) | Pfarrgehöft, bestehend aus Haupt- und Wirtschaftsgebäude | | Pfarrgehöft, bestehend aus Haupt- und Wirtschaftsgebäude |
| 09130362 | Kirchstraße 1 (Lage)  | Kirche                                                   | Die evangelische Dorfkirche wurde in der zweiten Hälfte des 13. Jahrhunderts erbaut. Es ist ein Saalbau aus Feldstein und einem Westturm. Der Fachwerkaufsatz des Turmes stammt aus dem Jahr 1837. Im Inneren befindet sich ein Schnitzaltar aus der Zeit um 1500. | weitere Bilder                                           |

### Bietikow
| ID-Nr.   | Lage                    | Bezeichnung | Beschreibung | Bild           |
| -------- | ----------------------- | ----------- | --- | -------------- |
| 09130017 | Chausseestraße 4 (Lage) | Kirche      | Die evangelische Kirche wurde in der zweiten Hälfte des 13. Jahrhunderts erbaut. Es ist ein Saalbau aus Feldstein mit einem Westturm mit Satteldach. Im Inneren ein Altaraufsatz aus der ersten Hälfte des 18. Jahrhunderts. | weitere Bilder |

### Falkenwalde
| ID-Nr.   | Lage              | Bezeichnung                                | Beschreibung | Bild                                       |
| -------- | ----------------- | ------------------------------------------ | --- | ------------------------------------------ |
| 09130041 | Dorfstraße (Lage) | Dorfkirche mit Kirchhofsmauer und Portalen | Die evangelische Kirche stammt aus der zweiten Hälfte des 13. Jahrhunderts. Die Altarwand im Inneren stammt aus dem 18. Jahrhundert. | Dorfkirche mit Kirchhofsmauer und Portalen |

### Hohengüstow
| ID-Nr.   | Lage                        | Bezeichnung                   | Beschreibung | Bild   |
| -------- | --------------------------- | ----------------------------- | --- | ------ |
| 09130074 | B 198 (Lage)                | Postmeilensäule, bei km 64,06 | Meilenstein/Rundsockelstein: nordwestlich der Ortslage, auf der südwestlichen Straßenseite der Prenzlauer Straße, gegenüber Nr. 19.                                                          | BW     |
| 09130073 | Prenzlauer Straße 11 (Lage) | Kirche                        | Die evangelische Kirche wurde aus Backstein im 13. Jahrhundert errichtet. Es ist ein Saalbau mit einem Westquerturm. Im Inneren befinden sich zwei Grabplatten aus den Jahren 1677 und 1678. | Kirche |

### Kleinow
| ID-Nr.   | Lage          | Bezeichnung                                                                                 | Beschreibung | Bild               |
| -------- | ------------- | ------------------------------------------------------------------------------------------- | --- | ------------------ |
| 09130882 | BAB 11 (Lage) | Autobahnbrücke über die BAB 11 zwischen Lützlow und Falkenwalde, Baugewerksnummer: 2750/506 | | BW                 |
| 09132134 | ()            | Gutsspeicher                                                                                | Der Gutsspeicher liegt an der westlichen Seite des ehemals rechteckig umbauten Gutshofs, nördlich neben dem früheren Gutsverwalterhaus. | ein Bild hochladen |

### Weselitz
| ID-Nr.            | Lage   | Bezeichnung | Beschreibung | Bild           |
| ----------------- | ------ | ----------- | --- | -------------- |
| 09130043 Wikidata | (Lage) | Kirche      | Die evangelische Kirche wurde in der zweiten Hälfte des 13. Jahrhunderts erbaut. Im Jahre 1860 wurde die Kirche umfangreich umgebaut und renoviert. In diesem Jahr wurde der Turm hinzugefügt. Es ist eine Kirche aus Feldstein mit einem eingezogenen rechteckigen Chor. Die Ausstattung der Kirche im Inneren ist aus dem Jahr 1860. An der Kirche befindet sich ein Schachbrettstein. | weitere Bilder |

## Ehemalige Baudenkmale
| ID-Nr. | Lage                 | Bezeichnung                   | Beschreibung | Bild               |
| ------ | -------------------- | ----------------------------- | ------------ | ------------------ |
|        | Hohengüstow B 198 () | Postmeilensäule, bei km 54,07 |              | ein Bild hochladen |